# Säby socken, Småland
Säby socken i Småland ingick i Norra Vedbo härad, uppgick 1951 i Tranås stad och området ingår sedan 1971 i Tranås kommun i Jönköpings län och motsvarar från 2016 Säby distrikt.
Socknens areal var 203,84 kvadratkilometer, varav 183,55 km² land, när Säby socken inkorporerades i Tranås stad den 1 januari 1951. År 2000 fanns här 16 598 invånare. Gripenbergs slott, tätorterna Tranås, Gripenberg och Sommen samt kyrkbyn Säby med sockenkyrkan Säby kyrka ligger i denna socken. 

## Administrativ historik
Säby socken har medeltida ursprung.
Ur församlingen utbröts 1652 1 1/4 mantal vid bildandet av Trehörna socken. 4 september 1862 och 14 juli 1865 överfördes ytterligare 2 13/16 mantal till Trehörna socken, med bibehållen länstillhörighet i Jönköpings län: Bråmålen, Bärtilstugan, Jägersholm, Lärkemålen, Skärpan, Sävsjön, Boshem, Rödje, Lillfall och Ödebjörnarp.
Vid kommunreformen 1862 övergick socknens ansvar för de kyrkliga frågorna till Säby församling och för de borgerliga frågorna till Säby landskommun. Tranås köping bröts ur landskommunen 1881 och municipalsamhället Tranås Kvarn 1919 till den då nybildade Tranås stad. Resterande delar av landskommunen inkorporerades den 1 januari 1951 i Tranås stad som sedan 1971 blev en del av Tranås kommun.
1 januari 2016 inrättades distriktet Säby, med samma omfattning som församlingen hade 1999/2000.
Socknen har tillhört samma fögderier och domsagor som Norra Vedbo härad. De indelta soldaterna tillhörde Jönköpings regemente, Norra Vedbo kompani och Smålands husarregemente, Livskvadronen, Livkompaniet.

## Geografi
Säby socken ligger kring Säbysjön och Svartån, väster om Sommen. Socknen är bördig i dalgången och vid sjöarna, i övrigt starkt kuperad skogstrakt med höjder som i söder når 308 meter över havet.

## Fornlämningar
Här finns/har funnits två hällkistor från stenåldern och några gravrösen från bronsåldern och åtta järnåldersgravfält med domarringar. Offerkälla finns vid Falla. Fyra runristningar är kända, vara tre vid kyrkan, alla nu borta.

## Namnet
Namnet (1335 Säby) kommer från kyrkbyn är i sin tur taget från sjön Säbysjön och efterleden by.

### Fotnoter
1. ↑  SCB: Folkräkningen 1950 del 1 Arkiverad 29 oktober 2013 hämtat från the Wayback Machine. sida 97 i pdf:en
2. 1 2  Harlén, Hans; Harlén Eivy (2003). Sverige från A till Ö: geografisk-historisk uppslagsbok. Stockholm: Kommentus. Libris 9337075. ISBN 91-7345-139-8
3. ↑  Administrativ historik för Säby socken (Klicka på församlingsposten). Källa: Nationella arkivdatabasen, Riksarkivet.
4. ↑  Indelta soldater, torp och rotar i Jönköpings län Arkiverad 24 januari 2012 hämtat från the Wayback Machine. Jönköpingsbygdens Genealogiska Förening
5. 1 2  Sjögren, Otto (1931). Sverige geografisk beskrivning del 2 Östergötlands, Jönköpings, Kronobergs, Kalmar och Gotlands län. Stockholm: Wahlström & Widstrand. Libris 9939
6. 1 2 3  Nationalencyklopedin
7. ↑  Svensk Uppslagsbok Säby socken/Tranås stad Arkiverad 2 januari 2015 hämtat från the Wayback Machine.
8. ↑  Fornlämningar, Statens historiska museum: Säby socken, Småland
9. ↑  Fornminnesregistret, Riksantikvarieämbetet: Säby socken, Småland Fornminnen i socknen erhålls på kartan genom att skriva in sockennamn (utan "socken") i "Ange geografiskt område"
10. ↑  Mats Wahlberg, red (2003). Svenskt ortnamnslexikon. Uppsala: Institutet för språk och folkminnen. Libris 8998039. ISBN 91-7229-020-X. https://isof.diva-portal.org/smash/get/diva2:1175717/FULLTEXT02.pdf